# Przemysław Wiszewski
Przemysław Piotr Wiszewski (* 12. August 1974 in Szprotawa) ist ein polnischer Historiker und von 2020 bis 2022 Rektor der Universität Breslau. Sein Forschungsschwerpunkt ist die  Geschichte des Mittelalters und der Frühen Neuzeit in Mitteleuropa. Hierbei beschäftigt er sich vor allem mit heterogenen Gesellschaften sowie mit der Geschichte Schlesiens.

## Leben
Przemysław Wiszewski studierte von 1993 bis 1998 Geschichte an der Universität Breslau. Zwei Jahre nach Abschluss des Studiums promovierte er zur Benediktiner-Abtei in Legnica. 2009 erfolgte seine Habilitation zu den Piasten. Von 2008 bis 2012 war er Vizedirektor für Lehre und internationale Zusammenarbeit am Geschichts-Institut der Breslauer Universität. Anschließend war er bis 2016 mit selber Zuständigkeit Prodekan von 2016 bis 2020 Dekan der Fakultät für Geschichte und Pädagogik.
Zum Professor wurde er durch den polnischen Präsidenten im Jahr 2015 ernannt. Im Mai 2020 wurde er zum Rektor der Universität Breslau für die Amtszeit von 2020 bis 2024 gewählt. 2022 vom Wissenschaftsminister wegen nebenamtlicher wissenschaftlicher Forschung trotz Zustimmung des Universitätsrates aus dem Amt entlassen. Die Entscheidung des Ministers wurde beim Verwaltungsgericht angefochten.
Przemysław Wiszewski ist verheiratet und hat drei Kinder.

## Veröffentlichungen
- Opactwo benedyktynek w Legnicy : (1348/1349–1810) ; struktura, funkcjonowanie, miejsce w społeczeństwie, Wrocław 2003, ISBN 83-7393-005-1
- Pod rządami Wiednia i Berlina in Dzieje powiatu wrocławskiego, Wrocław 2002, S. 109–279, ISBN 83-913985-3-6
- Wojciech Mrozowicz, Przemysław Wiszewski, Oleśnica od czasów najdawniejszych po współczesność, Wrocław 2006
- Wiek złoty - wiek spiżowy. Środa Śląska w czasach habsburskich (1526–1742) in Środa Śląska – dzieje miasta wina i skarbów, Wrocław 2006, S. 91–162.
- Nowożytne dzieje chrześcijaństwa na Dolnym Śląsku (1526–1806) in Dolny Śląsk. Monografia historyczna, Wrocław 2006, S. 261–295.
- Stanisław Rosik, Przemysław Wiszewski, Wielki poczet polskich królów i książąt, Wrocław 2006
- Stanisław Rosik, Przemysław Wiszewski, Ilustrowany poczet królów i książąt polskich, Wrocław 2007
- Polacy i ich dzieje. Przewodnik ilustrowany, Wrocław 2007
- Norbert Kersken, Przemysław Wiszewski, Deutsch-Polnische Geschichte – Band 1: Mittelalter. Neue Nachbarn in der Mitte Europas. Polen und das Reich im Mittelalter, Darmstadt 2020, ISBN 978-3-534-24762-2